# Laje do Muriaé
Laje do Muriaé é um município do estado do Rio de Janeiro, no Brasil.

## Topônimo
O nome do município é uma referência a uma grande pedra existente no Rio Muriaé, em torno da qual se teria originado a cidade.

## História
A origem do município remete a Freguesia de Nossa Senhora da Piedade da Laje, que na década de 1890 foi elevada a município com o nome de Itaperuna. Três sertanistas chamados José Ferreira César, José Bastos Pinto e José Garcia Pereira se fixarem na região no início do Século XIX e iniciaram o povoamento. Em 16 de abril de 1889, no período final da monarquia brasileira, a cidade promoveu uma conferência republicana com a presença de Nilo Peçanha. A conferência foi atacada por forças monarquistas, no episódio que ficou conhecido como "as garrafadas de Laje do Muriaé". 
Em 1962, Laje do Muriaé emancipou-se do município de Itaperuna.

## Geografia
Localiza-se a 172 metros de altitude, contando com uma população de 7 491 habitantes.
O município é acessado pelas rodovias RJ-116 e RJ-210, estando próximo a BR-356.